# Райчо Гънчев
Райчо Гънчев е д-р на науките, изследовател, учен, ловен деятел и пътешественик. Специалист в областта на дивата фауна, следознание, оцеляване и работа с традиционни оръжия от кон. Създател и ръководител на Прабългарска школа за оцеляване „Бага-Тур“.

## Биография
Райчо Гънчев е роден на 25 юни 1953 г. в село Сатовча в семейство на лесовъд и учителка. Живее последователно в с. Катунци, Симитли, с. Васил Левски (Карловско) и Стара Загора.
В младежките си години е републикански шампион по хвърляне на копие, титуляр в отбора по свободна борба на „Берое“, шампион на Висшите военно учебни заведения средна категория, носител на медали от зимни студентски спартакиади по биатлон и летен отбранителен трибой.
Завършва средно образование в Стара Загора, Школа за запасни офицери в Плевен и отбива военната си служба в Бояново като командир на взвод. Следва висше образование в Лесотехнически университет в София, където се дипломира като инженер лесовъд. Доктор на науките по етология и управление на дивите популации – защитава дисертация на тема „Проучване в запасите, биологията и екологията на кафявата мечка в Стара планина“. Специализира по специалността „Стратегия на взаимоотношенията между човека и крупните хищници“ в Института по ловно стопанство и зверовъдство в гр. Вятск, Северен Урал, Русия.
В периода 1978 – 1992 г. работи в системата на горите и ловното стопанство като дивечовъд, охрана, експерт по Международен ловен туризъм и като директор на Ловно стопанство „Бузлуджа“. От 1991 г. е в частния бизнес – ръководител на фирма за лов, еко-консултации и алтернативен приключенски туризъм „Кентур“.
На 31 октомври 2019 г., на общоградско събрание в Стара Загора, по случай Деня на народните будители, Райчо Гънчев получава званието „Будител на Стара Загора“.
Има двама синове – Явор и Горан.

### Експедиции
Райчо Гънчев е организатор на 21 ловни и еко експедиции на 4 континента – в Сибир, Усурийската тайга, Азербайджан, Юкон и Клондайк, Британска Колумбия в Канада, зад полярния кръг на Таймир, Тяншан, Алтай, Кавказ, Карпатите, Анадола, Намибия, Зимбабве и др. Изследва архаичната ловна култура на автохтонните племена и народи, и хищната фауна на Балканите.

### Бага-Тур
На 24 юни 2000 г. (Еньовден) основава в Стара Загора Прабългарска школа за оцеляване „Бага-Тур“, чиято методика възпитава подрастващите в практически умения и уважение към древната ценностна система на предците – езда, стрелба с лък от кон, работа с традиционни оръжия, ритуалика и празнична система, обичаи, духовни познания и социален порядък. През 2015 г. реализира проекта си Аул „Бага-Тур“. Председател на Гражданско Обединение за България „Бранъ“ и на „Дружество за опазване и възпроизводство на дивата фауна“.
Създава методики за изграждане на „елитни прабългарски воини – багатури“, които извоюват първи места и престижни награди на международни турнири по традиционни бойни умения – стрелба с лък от кон, историческа фехтовка, джигитовка, участия в древни конни игри.

## Творчество

### Публикации
Райчо Гънчев е автор на над 200 научни и научнопопулярни студии, публикации и проекти за живота на дивата фауна.

### Стихосбирки
Автор на 5 стихосбирки: „Шепота на планината“ (1992), „Окото на коня“ (1997), „Зли връх“ (1999) и „По друмищата“ (2007) и „Еленов стон сред залеза умира“ (2014).

### Книги
Автор на 12 художествени книги: „Мечката“ (1994), „Вълче ехо“ (1996), „Лов под върховете“ (2000), „Ехо от шаманския тъпан“ (2002) и „Българинът и лова“ (2002), „При рода“ (2003), „От мечка ремък“ (2009), „Вълкашините – свещените кучета на предците ни“ (2011), ”В сянката на беркута“ (2011), „Зовът на предците“ (2019) – за рода Гънчеви. Съавтор на френско-белгийския алманах за мечката в Европа – „L'ours grandeur nature“.

### ТВ предавания и филми
Автор на над 450 предавания („Ловни пътеки“, „Древен път“ „Пътят на меча“ и др.) в БТВ, „Travel TV“, „Скат“, „Булсатком“ и регионални телевизии. Фентъзи трилогията му „Пътят на меча“ е роман с DVD филмирани откъси от него, реализиран до момента в първите две части: „Багатур-мечът на сътворението“ (2008) и „Багатур-мечът на силата“ (2016).
Сценарист и автор на над 50 филма за дивата фауна на високите планини и лова в България и по света. Организатор на два филма за мечката, излъчени по канал „VOX“ (Германия) и „Canal+“ (Франция) – отличен с първа награда сред екопродукциите на Европа.

### Кинопродукции
Каскадьор и актьор в няколко художествени кино продукции: „Дякон Левски“, „Воевода“, „Дамасцена“, „Wiking kuest“, „Le ours brun – senior des Balkans“ и др.

### Спектакъл „Бага-Тур“
Автор на демонстрационен историко-художествен спектакъл „Бага-Тур“ с над 300 изяви в България, Унгария, Казахстан, Турция, Корея, Румъния и Киргизия.